# Helmno
Helmno (poljsko Chełmno, nemško Kulm) je mesto v severni Poljski z 18.915  prebivalci (december 2021). Je središče okraja Helmno v Kujavsko-pomorjanskem vojvodstvu.
V srednjem veku je imelo Helmno velik pomen in dalo ime Helminski deželi. V Kraljevini Poljski je bilo središče Helminskega vojvodstva in sedež katoliške škofije.

## Ime
Ime mesta izhaja iz besede chelm, ki v stari poljščini pomeni hrib. Ko je bilo to ozemlje leta 1232 podeljeno Tevtonskemu viteškemu redu kot poljski fevd, se je v uradnih dokumentih začelo  uporabljati germanizirano ime Kulm, saj je bilo mesto članica Hanzeatske lige in del države Tevtonskega reda. Med prvo delitvijo Poljske leta 1772 ga je priključila Prusija in ga v svojih prizadevanjih za germanizacijo uradno preimenovala v Kulm. Med nemško okupacijo v drugi svetovni vojni se je mesto iz Chełmna znova preimenovalo v Kulm.

## Zgodovina
Prva pisna omemba mesta Helmno je v listini,  ki naj bi jo leta 1065 izdal poljski vojvoda Boleslav II. Velikodušni za benediktinski samostan v Mogilnu. Leta 1226 je vojvoda Konrad I. Mazovski v deželo Helmno povabil tevtonske viteze. Leta 1233 je Kulm dobil mestne pravice, znane kot "Kulmske pravice", obnovljene leta 1251, ki so veljale v več kot 200 poljskih mestih. Papeški legat Viljem iz Modene je leta 1243 imenoval mesto za naslovni sedež rimskokatoliške škofije Helmno pod pristojnostjo riškega nadškofa. Stolnica in škofova rezidenca sta bili dejansko v sosednji Chełmżi. Mesto je postalo uspešen član trgovske Hanzeatske lige.
Kulm/Helmno je bil do leta  1454 del države Tevtonskih vitezov. Leta 1440 je bilo eden od ustanovnih članov Pruske konederacije, ki je nasprotovala tevtonski oblasti in bilo na zahtevo Kazimirja IV. Jagela leta 1454 ponovno vključeno v poljsko državo. Maja 1454 je mesto v Torunju obljubilo zvestobo poljskemu kralju. Po koncu trinajstletne vojne so se tevtonski vitezi odpovedali zahtevam po mestu in ga priznali za del Poljske. Postalo je glavno mesto vojvodstva Helmno. Po razpustitvi nadškofije v Rigi leta 1566 so se škofje iz Helmna udeleževali koncilov cerkvene province metropolita v Gnieznu. To prakso je Sveti sedež priznal z bulo De salute animarum leta 1821, ko je škofija Helmno postala de jure sufraganija nadškofije Gniezno. Škofija Helmno je bila ob tej priložnosti povečana za Górzno, Krajno in Działdowo. Leta 1692 se je lokalna gimnazija preoblikovala v Akademijo Helmno (Akademia Chełmińska), ki je leta 1756 postala podružnica Jagelonske univerze v Krakovu, najstarejše in vodilne poljske univerze. V 1690. Letih je bil predavatelj na akademiji Grzegorz Gerwazy Gorczycki,  eden največjih poljskih baročnih skladateljev.
Po prvi delitvi Poljske je mesto leta 1772 priključila Kraljevina Prusija. Med letoma 1807 in 1815 je bilo del kratkotrajnega poljskega Varšvskega vojvodstva in bilo po koncu napoleonskih vojn  ponovno priključeno k Prusiji.
Kot Kulm je bil garnizijsko mesto. Leta 1776 je Friderik Veliki tu ustanovil kadetnico, ki naj bi služila ponemčevanju poljskih območij in plemstva. Leta 1890 je bilo v garniziji 561 vojaških uslužbencev. 1. oktobra 1890 je bila kadetnica premeščena v Koszalin (takrat Köslin) na Pomorjanskem. Kot del protipoljske politike so Prusi iz Helmna izgnali vse profesorje krakovske univerze, ukinili lokalno poljsko akademijo in zaprli katoliške samostane.  Poljaki so bili podvrženi različnim represijam, lokalni poljski časopisi pa so bili zaplenjeni.
Sloviti poljski kirurg Ludwik Rydygier je leta 1878 v mestu odprl svojo zasebno kliniko, kjer je izvajal pionirske kirurške posege. Leta 1880 je prvi na Poljskem in drugi na svetu odstranil pilorični sfinkter pacientu z rakom na želodcu in leta 1881 prvo resekcijo peptične razjede na svetu. Rydygier je zaradi nadlegovanja s strani pruskih oblasti leta 1887 kliniko prodal Leonu Polewskemu, enemu od svojih zaposlenih.
22. januarja 1920 je poljske enote ob prihodu v mesto pozdravila velika množica prebivalcev. Helmno  je bilo ponovno vključeno v Poljsko, ki je po prvi svetovni vojni ponovno pridobila neodvisnost.
Ko je leta 1939 izbruhnila druga svetovna vojna, so nacistične nemške okupacijske oblasti v pokrajini pomorile 5000 poljskih civilistov.  Grozodejstva so se zgodila predvsem v naseljih Klamry, Małe Czyste, Podwiesk, Płutowo, Dąbrowa Chełmińska in Wielkie Łunawy. Veliko Poljakov je bilo usmrčenih v gozdovih. Preostanek poljskega prebivalstva je bil v skladu z nemško politiko Lebensraum izgnan v Generalno gubernijo v vzhodnem delu Poljske pod nemško okupacijo. Na območju Helmna so bile aktivne odporniške skupine poljske tajne države, kot so Polska Żyje (Poljska živi), Rota, Grunwald in Szare Szeregi. Območje je bilo upravljano kot del Reichsgaua Danzig-Zahodna Prusija in je služilo kot sedež okrožja (kreis) Kulm.
25. januarja 1945 je umikajoča se nemška vojska po načelu požgane zemlje požgala več zgradb v mestu, vključno z bolnišnico, železniškim terminalom in pivovarno. 
Mesto je bilo od leta 1975 do 1998 del Torunjskega vojvodstva.

## Demografija
V Helmnu je od njegove ustanovitve živelo mešano prebivalstvo. V drugi polovici 19. stoletja je bilo v mestu približno ⅔ Poljakov, približno ⅓ Nemcev in nekaj sto Judov. 

## Glavne zanimivosti
Helmno ima dobro ohranjeno srednjeveško središče s petimi gotskimi cerkvami in čudovito renesančno mestno hišo sredi tržnega trga. Staro mestno jedro je eden od poljskih uradnih nacionalnih zgodovinskih spomenikov.
- Gotske cerkve:
  - cerkev sv. Marije, nekdanja glavna  farna cerkev, zgrajena v letih 1280-1320, z relikvijami sv. Valentina, obnovljena v 19. stoletju
  - cerkev sv. Jakoba in Nikolaja, nekoč frančiškanska cerkev, obnovljena v 19. stoletju
  - cerkev sv. Petra in Pavla, nekoč dominikanska cerkev, obnovljena v  18. in 19. stoletju
  - cerkev sv. Janeza Krstnik, nekoč cerkev benediktinskih in cistercijanskih nun, s samostanom, zgrajenim v letih 1290-1330
  - cerkev sv. Duha, zgrajena v letih 1280–1290
- Mestna hiša z najstarejšim delom iz 13. stoletja;  hiša je bila v letih 1567-1572 obnovljena v manierističnem slogu
- mestno obzidje, ohranjeno skoraj v celoti; v obzidju je več stolpov in Grudzjaška vrata
- arzenal, zgrajen leta 1811, zdaj javna knjižnica
- baročna zgradba Helminske akademije, obnovljena v 19. stoletju
- park Planty
- Spomenik Ludvika Rydygierja

Po Helmnu je poimenovan Helminski krajinski park ob desnem bregu Visle.

## Gallery
- Tržni trg
- Cerkev sv. Jakoba in Nikolaja
- Zgodovinske meščanske hiše na Tržnem trgu
- Zgodovinske meščanske hiše v Starem mestu
- Cerkev sv. Petra in Pavla
- Garnizijska cerkev Naše Gospe  Częstochowske
- Grudziądzka ulica v Starem mestu
- Grudziądzka vrata
- Mestno obzidje
- Park Planty
- Visoka šola
- Pošta
- Vodni stolp
- Mestni urad